# Liste der Landesstraßen im Regierungsbezirk Köln
Diese Liste der Landesstraßen im Regierungsbezirk Köln ist eine Auflistung der Landesstraßen im nordrhein-westfälischen Regierungsbezirk Köln. Als Abkürzung für diese Landesstraßen dient der Buchstabe L.
Die Landesstraßen im Gebiet des Landschaftsverbandes Rheinland  tragen Nummern aus dem Bereich der Zahlen von 1 bis 499. Dabei war eine nach geographischen Gesichtspunkten vorgenommene Nummerierung wohl ursprünglich vorhanden. Heute ist sie kaum noch zu erkennen.
Die Bundesautobahnen und Bundesstraßen werden gestalterisch hervorgehoben.

## Liste
Der Straßenverlauf wird in der Regel von Nord nach Süd und von West nach Ost angegeben.
| Nr.       | Verlauf |
| --------- | --- |
| L 3       | (L 3 im Regierungsbezirk Düsseldorf) – Regierungsbezirksgrenze - L 367 in Rickelrath – Berg bei Wegberg - L 400 – überbrückt Schwalm - L 126 – unterquert Eiserner Rhein - L 367 – Wegberg und Bissen bei Wegberg/Watern teilend über Schwalm - L 364 – L 400 – Uevekoven – L 46 – östlich Oerath über Beeckbach - L 19 bei Erkelenz |
| L 11 (1)  | / bei Aldenhoven - L 136 (2×) - Niedermerz und Neu-Pattern teilend über Merzbach – östlich Weiler-Hausen – L 238 – westlich Fronhoven und Neu-Lohn – L 228/L 238 – bei Weisweiler - „via und L 223 durch Eschweiler-Ost“ – Inde - westlich von Nothberg die Eschweiler Talbahn über- und die Schnellfahrstrecke Köln-Aachen unterquerend - östlich an Bergrath und Bohl vorbei – Volkenrath – Hastenrath – nordöstlich an Werth vorbei - Gressenich - „via L 12 von Gressenich nach Schevenhütte, dort als L 25 in Richtung Wehebachtalsperre, durch diese unterbrochen“ - in Kleinhau – Brandenberg – Bergstein – Zerkall – Rurtalstrecke - L 246 in Brück bei Nideggen, ebendort über die Rur - L 33 und L 249 in Nideggen – L 250 in Berg bei Nideggen - – L 211 - Wollersheim – Eppenich – Bürvenich – Schwerfen – – L 61 - „via nordöstlich von Obergartzem“ – Eifelstrecke in Satzvey - L 61 - unterquert ohne Anschluss – L 499 – Antweiler – Kalkar – L 194 – Erfttalbahn in Arloff - überquert die Erft in Kirspenich – Kirchheim – L 210 – L 119 in Flamersheim – L 210 nordwestlich von Flamersheim - Flamersheim - überquert Commebach - Palmersheim – Odendorf – bei Essig |
| L 12 (1)  | L 354 in Keyenberg – Holzweiler – L 19/L 117 ... Unterbrechung, siehe L 12 (2) |
| L 12 (2)  | Unterbrechung, siehe L 12 (1) ... L 226/L 241 in Titz – Ameln – L 258 – Rödingen – Bettenhoven – L 213 – – Braunkohletagebau Hambach ... Unterbrechung, siehe L 12 (3) |
| L 12 (3)  | Unterbrechung, siehe L 12 (2) ... Braunkohletagebau Hambach – L 264 – Niederzier – Berg bei Niederzier – Krauthausen – Braunkohletagebau Inden ... Unterbrechung, siehe L 12 (4) |
| L 12 (4)  | Unterbrechung, siehe L 12 (3) ... Braunkohletagebau Inden - Lucherberg – - Jüngersdorf – Langerwehe – Schönthal – Heistern – Schevenhütte – L 25 – Gressenich – L 11 – Mausbach - Nachtigällchen – L 238 – Breinigerberg – L 24 – Breinig - Kornelimünster – L 233 – Venwegen – Mulartshütte - L 238 - – Staatsgrenze zeitweise am südwestlichen Straßenrand – Lammersdorf – Witzerath – L 246 in Simmerath |
| L 13 (1)  | – Geich – Echtz – Hoven – L 257 – Mariaweiler – in Düren ... Unterbrechung, siehe L 13 (2) |
| L 13 (2)  | Unterbrechung, siehe L 13 (1) ... in Birgel – Lendersdorf – L 249 in Krauthausen |
| L 14      | L 228 in Merzenhausen – //L 136/L 238 in Jülich |
| L 15      | L 218 in Hasenfeld – Rurtalsperre – L 249 |
| L 16      | L 143 in Menden – Meindorf – L 269 – – Schwarzrheindorf – in Rheindorf |
| L 17      | in Blumenthal – Dommersbach – Bruch bei Hellenthal – Kammerwald – Reifferscheid – L 203 – Wiesen – L 22 – Sieberath – Wolfert – Zehnstelle – Schwalenbach – L 110 – Berk – Landesgrenze – (L 22 in Rheinland-Pfalz) |
| L 19      | Wassenberg – Myhl – Gerderath – L 46 – L 364 – L 202 – L 3 – Erkelenz – L 227 – L 354 – Kückhoven – Holzweiler – L 117 – L 277 – Immerath – Pesch – Braunkohletagebau Garzweiler – Regierungsbezirksgrenze – (L 19 im Regierungsbezirk Düsseldorf) |
| L 22      | L 206 – L 204 – Urft – Steinfeld – – L 17 in Wiesen |
| L 23      | L 244 in Kohlscheid – Würselen – – L 136 – Sankt Jobs – – Verlautenheide – L 222 – L 235 – Atsch – L 236 – L 238 in Stolberg (Rheinland) |
| L 24      | L 12 in Breinig – Rochenhaus – L 238 – Zweifall – Raffelsbrand – |
| L 25      | L 12 in Schevenhütte – in Gürzenich bei Düren |
| L 33      | L 11 in Nideggen – L 249 - L 250 – L 211 bei Froitzheim – – L 264 – – L 51 – bei Erp – L 162 in Friesheim – – L 163 |
| L 34      | in Longerich – Bocklemünd – Vogelsang – L 213 – Müngersdorf – Klettenberg – in Raderthal |
| L 38      | L 350 – Niederbreidenbach – Alsbach – Oberelben – L 95/L 320 – Wirtenbach – Hahn – Romberg – /L 339 in Waldbröl |
| L 42      | L 227 – Porselen – Horst bei Heinsberg – L 228 in Randerath – Nirm – Kraudorf – Geilenkirchen – Teveren – Siepenbusch – Scherpenseel – Staatsgrenze – (Niederlande) |
| L 43      | L 183 in Roggendorf – Thenhoven – Blumenberg – Langel – Rhein () – L 293 – Hitdorf – Regierungsbezirksgrenze zeitweise am westlichen Fahrbahnrand – Regierungsbezirksgrenze – (L 43 im Regierungsbezirk Düsseldorf) |
| L 46      | L 117 in Ratheim – Altmyhl – Gerderath – L 19 – Gerderhahn – L 364 – Genhof – Schwanenberg – L 202 – Grambusch – L 3 – Kehrbusch – Anhoven – Rath – Regierungsbezirksgrenze – (L 46 im Regierungsbezirk Düsseldorf) |
| L 47      | (Sittard, Niederlande) – Staatsgrenze – Wehr – Süsterseel – L 410 – Gangelt – Stahe – Gillrath – Geilenkirchen – L 42 – L 364 – – Frelenberg – Übach-Palenberg – L 225 – Alt-Merkstein – Herzogenrath – L 232 – Zopp – Alsdorf – – L 109/L 240 |
| L 50      | L 225 in Setterich – Siersdorf – L 109 – L 136 in Schleiden bei Aldenhoven |
| L 51      | L 263 in Pingsheim – L 33 |
| L 61 (1)  | L 162 – Oberwichterich – L 264 – Frauenberg – Dürscheven – Enzen – L 178 – L 11 ... Unterbrechung, siehe L 61 (2) |
| L 61 (2)  | Unterbrechung, siehe L 61 (1) ... L 11 in Satzvey – Katzvey – in Mechernich |
| L 65      | L 167 – Landesgrenze – (L 70 in Rheinland-Pfalz) |
| L 68      | in Hückeswagen – Winterhagen – L 101 – Scheideweg – Straßweg – Bockhacken – L 409 |
| L 73      | L 101 – Dünnwald – Brück – – L 358 – Rath/Heumar – L284 – L489 |
| L 80      | (L 80 im Regierungsbezirk Düsseldorf) – Regierungsbezirksgrenze – L 101 in Dreibäumen |
| L 81      | (L 81 im Regierungsbezirk Düsseldorf) – Regierungsbezirksgrenze – Regierungsbezirksgrenze zeitweise am südwestlichen Straßenrand – Dahlhausen bei Radevormwald – L 414 – Herbeck – – L 412 in Honsberg |
| L 82      | L 111 in Köln – Poll – Westhoven – Ensen – L 99 – Porz – Zündorf – Ranzel – L 269 |
| L 83      | L 143 in Beuel – Bechlinghoven – Holzlar – Roleber – L 490 – Stieldorf – Oelinghoven – Stieldorferhohn – L 268 – Thomasberg – Ittenbach – L 331 – L 143 in Aegidienberg |
| L 84      | L 284 – Wurtscheid – L 299 – Vellingen – Hohkeppel – Kreutzhäuschen – Heiligenhaus bei Overath – L 136 – Dahlhaus – Breide – Durbusch – Schlehecken – Honrath – Stumpf – Weilerhohn – Scheid – Spechtsberg – Oberscheid – Muchensiefen – Scheiderhöhe – Wielpütz – Heppenberg – L 288 – Pützrath – Altenrath – L 489 (– Abzweig zum Flughafen Köln/Bonn) – – in Urbach |
| L 86      | in Schönenberg – Hänscheid – Kuchem – Plackenhohn – Schmelze – L 87 – Bourauel – L 333 – Eitorf – Mühleip – Obereip – Landesgrenze – (L 255 in Rheinland-Pfalz) |
| L 87      | L 86 in Schmelze – Hombach bei Eitorf – Kelters – Probach – Halft – L 317 – L 333 |
| L 91      | in Niederaußem – L 93 – Oberaußem – Glessen – L 213 – Dansweiler – L 361 in Königsdorf |
| L 92      | in Marsdorf – Stotzheim – L 183 – Hermülheim – Kalscheuren – Rondorf – L 186 – L 300 – Rodenkirchen – in Köln |
| L 93      | L 361 in Quadrath-Ichendorf – Oberaußem Süd – – Niederaußem – L 91 – Oberaußem Nord – Büsdorf – L 213 – Fliesteden – Stommeln – L 183 – Sinnersdorf – Esch bei Köln – Pesch – L 34 |
| L 94      | L 324 in Oberzielenbach – Wallerhausen – Appenhagen – L 324 |
| L 95      | L 321/L 336 in Bielstein – Mühlen an der Bech – Börnhausen – Steinacker – L 350 – Elsenroth – Homburger Papiermühle – L 339 – L 320 – Göpringhausen – Oberelben – L 38 – Nümbrecht – Ödinghausen – Malzhagen – L 339 – Grötzenberg – Winterborn – Birkenbach – Drinhausen – Dickhausen – Rölefeld – – L 16/L 344 in Brüchermühle |
| L 96      | L 113 in Drespe – Volkenrath – Wehnrath – Oberwehnrath – Sinspert – L 324 – L 148 – Obersteimel – Hasbach – L 324 – – L 351 in Hespert |
| L 97      | L 284 in Steinenbrücke – Brochhagen – Frielingsdorf – L 302 – Kuhlbach – Kaiserau – L 98 – Jedinghagen – L 307 – Hütte – Himmerkusen – L 196 – Niederwette – Oberwette – Marienheide – Lingesetalsperre – Linge – Höfel – L 306 in Holzwipper |
| L 98      | L 97 – Berghausen bei Gummersbach – Nochen – L 306 – L 307 in Apfelbaum |
| L 99      | L 358 – – Gremberghoven – Finkenberg – L 82 – Porz – in Urbach |
| L 100     | in Riehl – Nippes – Neuehrenfeld – Ehrenfeld – Lindenthal – in Sülz |
| L 101     | in Stammheim – Dünnwald – – L 73 – Katterbach – L 288 – Schildgen – Osenau – Odenthal – L 270 – L 310 – Altenberg – Bremen bei Dabringhausen – Dabringhausen – L 294 – Arnzhäuschen – Stumpf – L 157 – Habenichts – L 409 – Dreibäumen – L 80 – L 68 – Scheideweg – in Wiehagen |
| L 102     | / in Niederseßmar – L 145 in Alferzhagen |
| L 103     | – Berrenrath – L 495 – Knapsack – Hürth – in Kendenich |
| L 105     | L 206 – Kall – L 204 – Golbach – Broich – |
| L 106     | – Dedenborn – Hammer bei Simmerath – Eicherscheid – L 246 – Entenpfuhl – – Konzen – Aderich – Staatsgrenze – (Belgien) – Staatsgrenze – Mützenich – L 214 – Staatsgrenze – (Belgien) – Staatsgrenze – Reichenstein – Kalterherberg – – Staatsgrenze – (Belgien) |
| L 108     | (L 108 im Regierungsbezirk Düsseldorf) – Regierungsbezirksgrenze – Rheindorf – L 291 – L 293 – Bürrig – L 293 in Wiesdorf |
| L 109     | L 47/L 240 – Bettendorf – Siersdorf – L 50 – in Dürboslar |
| L 110     | – Udenbreth – L 17 – – Dahlem – Landesgrenze – (L 24 in Rheinland-Pfalz) |
| L 111     | in Köln – Deutzer Brücke über den Rhein – L 82 – L 124 – in Deutz |
| L 112     | L 333 – Landesgrenze – (L 267 in Rheinland-Pfalz) – Landesgrenze – Abschnitt ohne eine Straßenverbindung – Landesgrenze – (L 267 in Rheinland-Pfalz) – Landesgrenze – Opperzau – Landesgrenze – (L 267 in Rheinland-Pfalz) – Landesgrenze – Opperzau Südwest – Landesgrenze – (L 267 in Rheinland-Pfalz) – Landesgrenze – in Au (Sieg) |
| L 113     | L 183 – Alfter – Gielsdorf – – Nettekoven – Witterschlick – Volmershoven – Lüftelberg – Flerzheim – L 163 – Ramershoven – Rheinbach – L 158 – L 492 – Merzbach – Irlenbusch – Neukirchen bei Rheinbach – L 210 – L 498 – Scheuren – L 497 – Wald bei Bad Münstereifel – Scheuerheck – L 234 – Mahlberg – L 165 |
| L 115     | – Breitenbenden – Vussem – Weyer – Zingsheim – Engelgau – Tondorf – / – Freilingen – Ahrhütte – Dollendorf – Landesgrenze – (L 26 in Rheinland-Pfalz) |
| L 117     | (N 570 in der Provinz Limburg, Niederlande) – Staatsgrenze – Birgelen – Wassenberg – – L 46 – Ratheim – L 227 – – Millich – Hückelhoven – L 364 – Doveren – Baal – Lövenich – L 366 – Katzem – L 12/L 19 in Holzweiler |
| L 118     | L 183 in Roisdorf – L 183n/L 281 – – L 300 in Hersel |
| L 119     | L 178 in Billig – Billig Ost – nicht befahrbare Strecke – – L 178n – Stotzheim – Niederkastenholz – L 11 – Flamersheim – Ringsheim – L 493 |
| L 120     | L 312 in Ehrentalsmühle – Landesgrenze – (L 277 in Rheinland-Pfalz) – Landesgrenze – Mittelirsen – Landesgrenze – (L 277 in Rheinland-Pfalz) |
| L 121     | L 143 in Niederpleis – – L 333 in Buisdorf |
| L 122     | L 277 in Sindorf – – L 162 in Kerpen |
| L 123     | L 158 in Meckenheim – Adendorf – Arzdorf – L 267 – Berkum – Kürrighoven – Oberbachem – Niederbachem – Mehlem – in Mehlem Süd |
| L 124     | L 111 in Deutz – Gremberg – / |
| L 125     | / in Hennef (Sieg) – Lanzenbach – Kurenbach – Wiederschall – Hermesmühle – L 268 in Dahlhausen bei Uckerath |
| L 126     | (L 126 im Regierungsbezirk Düsseldorf) – Regierungsbezirksgrenze – Tetelrath – Merbeck – L 367 – L 3 in Wegberg |
| L 127     | L 400 in Beeck – Moorshoven – Kipshoven – |
| L 128     | L 246 – Steckenborn – Woffelsbach – Rurberg – L 166 – |
| L 129     | in Lamsfuß – Wipperfeld – Julsiefen – L 286 – Jörgensmühle – Peffekoven – Obersteinbach – Mittelsteinbach – Süttenbach – Untersülze – L 284 – L 299 in Lindlar |
| L 130     | L 414 in Dahlerau – Keilbeck – Herkingrade – in Karlshöh |
| L 133     | L 341 in Berghausen – Pettseifen – Drespe – L 96 – Dreisbach – L 148 – Oberwiehl – L 336 |
| L 136 (1) | in Aachen – L 260 – Haaren – L 222 – L 23 – Würselen – Broichweiden – L 223 – Linden-Neusen – L 164 – Begau – Hoengen – L 240 – Schleiden bei Aldenhoven – L 50 – L 11 – Aldenhoven – – L 228 – – – L 14 – L 238 – Jülich – L 241 – L 253 – Stetternich – L 264 – Braunkohletagebau Hambach ... Unterbrechung, siehe L 136 (2) |
| L 136 (2) | Unterbrechung, siehe L 136 (1) ... / in Lustheide – L 358 – Frankenforst – Bensberg – L 288 – L 289 – – L 195 – Obereschbach – Mitteleschbach – L 284 in Untereschbach – Steinenbrück bei Untereschbach – Heiligenhaus bei Overath – in Overath |
| L 143     | in Troisdorf – L 332 – Menden – L 16 – Sankt Augustin – Niederpleis – L 121 – Schmerbroich – Birlinghoven – L 490 – Dambroich – Niederscheuren – Freckwinkel – Uthweiler – Wahlfeld – L 331 – Oberpleis – Herresbach – L 268 – Dahlhausen – Nonnenberg – Brüngsberg – Hövel bei Aegidienberg – L 83 – Aegidienberg – L 144 – Rottbitze – L 247 – Landesgrenze – (L 253 in Rheinland-Pfalz) |
| L 144     | L 193 in Bad Honnef – L 143 in Aegidienberg |
| L 145     | in Dieringhausen – Halstenbach – Alferzhagen – L 102 – Marienhagen – L 341 |
| L 146     | L 286 in Junkermühle – Bilstein bei Kürten – Biesenbach – Forsten – Olpe bei Kürten – Selbach – L 304 |
| L 147     | L 312 – Landesgrenze – (L 276 in Rheinland-Pfalz) |
| L 148     | L 133 in Oberwiehl – Büttinghausen – Sotterbach – – Blasseifen – Schemmerhausen – L 96 |
| L 149     | L 166 in Rurberg – |
| L 150 (1) | L 300 – L 186 – ... Unterbrechung, siehe L 150 (2) |
| L 150 (2) | Unterbrechung, siehe L 150 (1) ... L 194 – / – L 182 – – L 300 in Godorf |
| L 151     | L 165 in Schönau – Vollmert – Landesgrenze – (L 74 in Rheinland-Pfalz) |
| L 153     | in Loope – Hintersteimel – Hülsen – Schlingenthal – L 360 |
| L 157     | (L 157 im Regierungsbezirk Düsseldorf) – Regierungsbezirksgrenze – Hünger – Wermelskirchen – Eckringhausen – Hoffnung – L 101 |
| L 158     | L 113 in Rheinbach – – L 471 – L 163 – Meckenheim – L 261 – L 123 – Merl – – L 267 – Villip – Pech – Bad Godesberg – in Bad Godesberg Nord |
| L 159     | in Schöneseiffen – in Hellenthal |
| L 160     | – in Rollesbroich |
| L 161     | – L 286 in Kürten |
| L 162     | L 163 – L 122 – Kerpen – Gymnich – L 495 – Dirmerzheim – Konradsheim – Lechenich – L 263 – Heddinghoven – Ahrem – Friesheim – L 33 – Niederberg – L 181 – L 61 – Wichterich – L 264 in Niederelvenich |
| L 163     | L 122 – L 361 – Horrem – L 277 – L 162 – – Türnich – Balkhausen – Brüggen – L 495 – Kierdorf – Köttingen – Liblar – Bliesheim – L 263 – L 33 – Weilerswist – L 194 – – Metternich – L 182 – Heimerzheim – Dünstekoven – Morenhoven – L 493 – Flerzheim – L 113 – L 158 – L 261 – Meckenheim – Landesgrenze – (L 81 in Rheinland-Pfalz) |
| L 164     | in Geilenkirchen – Übach-Palenberg – in Alsdorf |
| L 165     | in Breitenbenden – – L 499 – Holzheim bei Mechernich – L 206 – Nöthen – Bad Münstereifel – Eicherscheid – Schönau – L 151 – L 113 – Wasserscheide – Esch – Landesgrenze – (L 75 in Rheinland-Pfalz) |
| L 166     | L 246 in Simmerath – Kesternich – – L 128 in Rurberg – L 149 – Stauanlage Eiserbach |
| L 167     | – L 65 – L 168 – Landesgrenze – (L 69 in Rheinland-Pfalz) |
| L 168     | L 167 – Landesgrenze – (L 10 in Rheinland-Pfalz) |
| L 169     | in Hergarten – Bergbuir – Bleibuir – Lückerath – |
| L 170     | L 288 in Forsbach – L 284 in Kleineichen |
| L 171     | in Wasserheß – Landesgrenze – (L 275 in Rheinland-Pfalz) |
| L 173     | – Piene – Wörde – L 322 – Niederrengse – in Pernze |
| L 178     | in Sinzenich – Linzenich – Enzen – L 61 – – Wißkirchen – Euenheim – Euskirchener Heide – L 178n – nicht befahrbare Strecke – Billig – L 119 – |
| L 178n    | L 178 – Billig Nord – /L 119 |
| L 181     | in Weiler in der Ebene – Scheuren – Borr – Niederberg – L 162 – Lommersum – L 194 in Derkum |
| L 182 (1) | / in Euskirchen – Kessenich – L 194 – Großbüllesheim – L 210 – Müggenhausen – Neukir chen bei Weilerswist – – L 163 – Heimerzheim – Dersdorf – L 183/L 192 ... Unterbrechung, siehe L 182 (2) |
| L 182 (2) | Unterbrechung, siehe L 182 (1) ... L 184 in Berzdorf – L 150 |
| L 183     | in Worringen – L 43 – Roggendorf – – L 93 – Sinnersdorf – Pulheim – Geyen – L 187 – Brauweiler – L 213 – L 361 – – Frechen – L 277 – – Alstädten-Burbach – L 92 – Hermülheim – Fischenich – Vochem – Brühl – L 184 – L 194 – Pingsdorf – Badorf – Schwadorf – Walberberg – Merten – Kardorf – Waldorf – L 190 – Dersdorf – L 182 – Bornheim – Roisdorf – L 118 – L 113 – L 183n – Dransdorf – Bonn – – L 300 in Bonn-Nordstadt |
| L 183n    | L 118/L 281 in Roisdorf – Tannenbusch – L 183 |
| L 184     | in Heide bei Brühl – Brühl – L 194 – – Berzdorf – L 182 – L 300 in Wesseling |
| L 186     | L 92 – Hahnwald – – L 150 – L 300 in Godorf |
| L 187     | L 213 in Fliesteden – Manstedten – L 183 in Geyen |
| L 189     | in Neunkirchen-Seelscheid – L 224 – in Much |
| L 190     | L 300 in Urfeld – L 192 – Sechtem – L 183 in Waldorf |
| L 192     | L 300 in Wesseling – L 190 – L 281 – L 182/L 183 |
| L 193 (1) | in Rheindorf – Beuel – L 83 – Limperich – Küdinghoven – Ramersdorf – Oberkassel – L 490 – L 268 – Niederdollendorf – L 331 in Königswinter ... Unterbrechung, siehe L 193 (2) |
| L 193 (2) | Unterbrechung, siehe L 193 (1) ... in Rhöndorf – L 144 in Bad Honnef |
| L 194     | L 183 in Pingsdorf – Badorf – Weilerswist – L 163 – Groß Vernich – Hausweiler – Derkum – L 210 – L 181 – Ottenheim – Wüschheim – L 182 – / in Euskirchen |
| L 195     | L 289 in Moitzfeld – /L 136 in Bensberg Südost |
| L 196     | L 97 in Himmerkusen – in Kotthausen bei Marienheide |
| L 203     | L 204 in Sötenich – Rinnen – Sistig – Wollenberg – L 17 in Reifferscheid |
| L 204     | – Kall – L 105 – Sötenich – L 203 – L 22 – Urft – Marmagen – L 205 – – Schmidtheim – |
| L 205     | /L 206 in Zingsheim – Nettersheim – L 204 in Marmagen |
| L 206     | – L 105 – Kall – Dottel – Keldenich – L 22 – L 205 – – Zingsheim – Pesch – Gilsdorf – L 165 in Nöthen |
| L 207     | – Dreiborn – Herhahn – in Schleiden |
| L 210     | L 194 in Derkum – Schneppenheim – L 182 – Weidesheim – / – L 119 – Flamersheim – L 11 – L 493 – Loch – L 113 |
| L 211     | /L 33 in Froitzheim – Ginnick – – L 11 in Wollersheim |
| L 212     | in Aachen West – in Aachen Südwest (Außenring Aachen) |
| L 213 (1) | /L 264 – Welldorf – Güsten – Höllen – Bettenhoven – L 12 – Oberembt – Frankeshoven – L 277 – Niederembt – Glesch – L 361 ... Unterbrechung, siehe L 213 (2) |
| L 213 (2) | Unterbrechung, siehe L 213 (1) ... (L 213 im Regierungsbezirk Düsseldorf) – Regierungsbezirksgrenze – Rath – L 279 – Hüchelhoven – Büsdorf – Fliesteden – L 93 – Glessen – L 91 – Brauweiler – L 183 – L 34 in Vogelsang |
| L 214     | (N 67 in Belgien) – Staatsgrenze – Mützenich – Staatsgrenze – (Belgien) – Staatsgrenze – in Monschau |
| L 218     | in Vossenack – Mausbach – L 246 – Schmidt (– Abzweig zur L 246 in Schmidt Südwest) – Scheidbaum – L 15 – Hasenfeld – Heimbach – L 249 – in Vlatten |
| L 219     | (L 219 im Regierungsbezirk Düsseldorf) – Regierungsbezirksgrenze – L 288 – Opladen – L 291 – Lützenkirchen – L 58 – in Neuboddenberg |
| L 220     | L 233 in Brand – Freund – L 238 in Stolberg (Rheinland) |
| L 221     | in Aachen – L 260 – Eilendorf – L 235 – L 236 – L 238 in Stolberg (Rheinland) |
| L 221n    | L 260 – L 235 – – L 236 – L 221 (Ortsumgehung Eilendorf soll laut Ratsbeschluss nicht gebaut werden) |
| L 222     | L 236 in Haaren – L 23 in Verlautenheide |
| L 223     | L 232 in Herzogenrath – Bardenberg – – L 136 bei Broichweiden – – L 238 – Eschweiler – |
| L 224     | L 189 in Kreuzkapelle – Senschenhöhe – Wohlfarth – L 352 – Birrenbachshöhe – in Bröleck |
| L 225     | L 42 in Scherpenseel – Marienberg – Palenberg – L 364 – Übach – Baesweiler – L 240 – L 50 in Setterich |
| L 226     | L 253 in Kiffelberg – Gevenich – L 366 – Hottorf – Gevelsdorf – – L 12/L 241 in Titz |
| L 227     | – Dremmen – L 228 – Oberbruch – Ratheim – L 117 – Kleingladbach – L 364 – – Houverath – Matzerath – L 19 in Erkelenz |
| L 228 (1) | (Niederlande) – Staatsgrenze – Tüddern – Höngen – Heilder – L 410 – Saeffelen – Hontem – Braunsrath – Heinsberg – L 230 – Schafhausen – Eschweiler bei Heinsberg – Grebben – Dremmen – L 227 – L 42 – Randerath – L 364 – Lindern – Linnich – L 253 – Rurdorf – Floßdorf – Merzenhausen – L 14 – L 136 in Aldenhoven ... Unterbrechung, siehe L 228 (2) |
| L 228 (2) | Unterbrechung, siehe L 228 (1) ... L 11/L 238 – L 241 in Weisweiler Nord |
| L 230     | (N 293 in der Provinz Limburg, Niederlande) – Staatsgrenze – Karken – Kempen bei Heinsberg – Floitgraf – Heinsberg – L 228 – |
| L 231     | (Niederlande) – Staatsgrenze – Horbach – L 259 – Richterich – Laurensberg – L 232 in Aachen |
| L 232     | L 164 in Übach – L 240 – Merkstein – L 47 – Herzogenrath – L 223 – Straß – Kohlscheid – Richterich – – L 260n – L 231 – Ponttor in Aachen |
| L 233     | in Aachen – Burtscheid – L 260 – – L 235 – Brand – L 220 – Kornelimünster – L 12 – Walheim – Friesenrath – |
| L 234     | in Bad Münstereifel – L 498 – L 113 – Holzem – Lethert – Effelsberg – Landesgrenze – (L 76 in Rheinland-Pfalz) |
| L 235     | L 23 – Eilendorf – L 221 – L 233/ in Brand |
| L 236     | L 221 – Atsch – L 23 – L 238 in Stolberg (Rheinland) |
| L 238 (1) | //L 136 – L 11 – Fronhoven – Neu-Lohn – L 228 – Dürwiß – L 240 – Hehlrath – – L 223 in Eschweiler West ... Unterbrechung, siehe L 238 (2) |
| L 238 (2) | Unterbrechung, siehe L 238 (1) ... Pumpe – Stolberg (Rheinland) – L 236 – L 23 – L 221 – L 220 – L 12 – Vicht – Münsterau – L 24 – Zweifall – Finsterau – Mulartshütte – L 12 – Rott – Dreilägerbachtalsperre – in Roetgen |
| L 240     | L 232 – – Neuweiler – L 47 – Hoengen – L 136 – – Hehlrath – – L 238 in Eschweiler |
| L 241 (1) | Braunkohletagebau Garzweiler – – L 277 – Jackerath – Titz – L 226 – L 258 – Sevenich – Mersch – Jülich – L 136 – L 253 – – Kirchberg bei Jülich – Kirchberg bei Jülich Süd – Braunkohletagebau Inden ... Unterbrechung, siehe L 241 (2) |
| L 241 (2) | Unterbrechung, siehe L 241 (1) ... Braunkohletagebau Inden – Lamersdorf – – L 228 in Weisweiler Nord |
| L 244     | L 259 in Kohlscheid – L 23 – /L 260 in Aachen |
| L 245     | – Staatsgrenze – (N 658 in der Provinz Lüttich, Belgien) |
| L 246     | L 11 in Brück bei Nideggen – Harscheidt – L 218 – Schmidt – L 218 – L 128 – Strauch – Witzerath – L 12 – Simmerath – L 166 – L 106 – in Imgenbroich |
| L 247     | L 143 in Rottbitze – – Landesgrenze – (L 272 in Rheinland-Pfalz) |
| L 249     | in Düren – Lendersdorf Bahnhof – Krauthausen – L 13 – Niederau – L 327 – Kreuzau – Drove – L 250 – Boich – Nideggen – L 11 – Abenden – Blens – Hausen bei Heimbach – Heimbach – L 218 – Mariawald – L 15 – Wolfgarten – |
| L 250     | L 249 in Drove – Thum – L 33 – Thuir – L 11 in Berg bei Nideggen |
| L 253     | L 228 in Linnich – L 226 – Tetz – Broich – Jülich – L 136/L 241 – in Altenburg bei Jülich |
| L 254     | L 255 in Oberzier – Ellen – Arnoldsweiler – L 257 – in Düren |
| L 255     | L 12/L 136 – Stetternich – Hambach – L 12 – Niederzier – Oberzier – L 254 – Stammeln – L 253 in Huchem |
| L 257     | „L 12 in Pier – Merken“ – Hoven – L 13 – Birkesdorf – Arnoldsweiler – L 254 – L 264 – Bürgewald – L 276 |
| L 258     | L 241 – Spiel – Ameln – L 12 – Kalrath – L 277 in Grottenherten |
| L 259     | L 231 – Forsterheide – L 232 – L 244 in Kohlscheid |
| L 260     | /L 260 in Aachen Nord – L 136 – – L 221 – Rothe Erde – Eilendorf – L 221n – Forst – Aachen – L 233 – – in Aachen Südwest (Außenring Aachen) |
| L 260n    | L 232 – Toledoring – Pariser Ring – Tunnel Bahnstrecke Aachen–Mönchengladbach – Pariser Ring – (Vaalser Straße) in Aachen (Außenring Aachen-West) |
| L 261     | in Bonn – Lengsdorf – Ückesdorf – Röttgen – – L 158 – Meckenheim – L 163 – Altendorf bei Meckenheim – L 471 – L 492 in Hilberath |
| L 263     | L 264 – Eschweiler über Feld – L 327 – Ollesheim – Nörvenich – Oberbolheim – L 495 – L 51 – Pingsheim – Herrig – Lechenich – L 162 – – L 163 in Bliesheim |
| L 264     | /L 213 – L 136 – Stetternich – Hambach – L 12 – L 257 – Merzenich – Girbelsrath – L 263 – L 271 – L 327 – Isweiler – Kelz – L 33 – – Sievernich – – L 162 – L 61 – Frauenberg – / in Euskirchen |
| L 267     | L 158 in Villip – Arzdorf – L 123 – Fritzdorf – Landesgrenze – (L 80 in Rheinland-Pfalz) |
| L 268     | L 193 in Niederdollendorf – Römlinghoven – Oberdollendorf – Heisterbach – Heisterbacherrott – L 83 – Thomasberg – Bellinghausen – Oberpleis – L 331 – L 143 – L 330 – Sand – Wellesberg – Dahlhausen bei Uckerath – L 125 – Büllesbach – Uckerath – Süchterscheid – Oberscheid – Mittelscheid – Niederscheid – L 333 in Bach bei Eitorf |
| L 269     | in Spich – Stockem – Uckendorf – L 82 – Rheidt – Mondorf – L 332 – Bergheim bei Troisdorf – /L 16 |
| L 270     | L 101 in Odenthal – L 296 – Voiswinkel – – L 286 in Bergisch Gladbach |
| L 271     | in Düren – Binsfeld – L 264 |
| L 276     | / – Elsdorf – Braunkohletagebau Hambach – – L 257 – Buir – L 327 – |
| L 277     | (L 277 im Regierungsbezirk Düsseldorf) – Regierungsbezirksgrenze – Regierungsbezirksgrenze zeitweise am nordöstlichen Straßenrand – L 354 – Lützerath – L 19 – – L 241 – Jackerath – Kirchherten – L 279 – Grottenherten – L 258 – Kirchtroisdorf – Niederembt – L 213 – – Esch – L 278 – Angelsdorf – Elsdorf – L 276 – Giesendorf – Berrendorf – Heppendorf – Sindorf – L 122 – Horrem – L 163 – Habbelrath – Grefrath bei Frechen – Benzelrath – Frechen – L 183 – |
| L 278     | L 213 in Oberembt – Tollhausen – L 277 in Esch |
| L 279     | L 277 in Kirchherten – Pütz – Bedburg – Regierungsbezirksgrenze – (L 279 im Regierungsbezirk Düsseldorf) |
| L 281     | L 192 – L 118/L 183n in Bornheim |
| L 284     | in Kalk – Vingst – Ostheim – Neubrück – L 286n – L 358 – Rath/Heumar – L 73 – L 489 – L 170 – Kleineichen – Stümpen – Rösrath – L 288 – Hoffnungsthal – Lehmbach – Untereschbach – L 136 – – Immekeppel – L 299 – Brombach – L 298 – Hommerich – L 304 – Quabach – L 84 – Brückerhof – Merlenbach – L 129 – Untersülze – Obersülze – Ohl – Hartegasse – Steinenbrücke – L 97 – Breun – Roppersthal – Niedergaul – L 302 – Wipperfürth – Hönnige – Wasserfuhr – Kupferberg – Regierungsbezirksgrenze – (L 284 im Regierungsbezirk Arnsberg) – Regierungsbezirksgrenze – Abschnitt ohne eine klassifizierte Straßenverbindung – Regierungsbezirksgrenze – (L 284 im Regierungsbezirk Arnsberg) |
| L 286     | in Dellbrück – Gronau bei Bergisch Gladbach – Bergisch Gladbach – L 288 – L 270 – L 329 – Herrenstrunden – Spitze – L 289 – Dürscheid – L 298 – Miebach – Biesfeld – Eichhof – L 304 – Sonnenhöhe – Waldmühle – Kürten – L 161 – Junkermühle – L 129 – Jörgensmühle – Ahe – Erlen – Oberweinbach – in Unterweinbach |
| L 286n    | Köln-Neubrück – Köln-Merheim – |
| L 288     | (L 288 im Regierungsbezirk Düsseldorf) – Regierungsbezirksgrenze – Leichlingen (Rheinland) – L 403 – Regierungsbezirksgrenze am westlichen Straßenrand – L 294 – Regierungsbezirksgrenze an der westlichen Straßenseite – L 219 – Regierungsbezirksgrenze am westlichen Straßenrand – L 291 – Regierungsbezirksgrenze teilweise am westlichen Straßenrand – Opladen – Alkenrath – L 290 – Schlebusch – Schildgen – L 101 – Paffrath – Bergisch Gladbach – L 286 – Heidkamp – Bensberg – L 136 – L 289 – L 170 – Forsbach – Rösrath – L 284 – Scharrenbroich – – Rambrücken – L 84 – Pützrath – / in Lohmar |
| L 289     | – Dorpe – L 286 – Spitze – Trotzenburg – Herkenrath – L 329 – Moitzfeld – L 195 – L 136/L 288 in Bensberg |
| L 291     | L 219 in Opladen – L 288 – Regierungsbezirksgrenze zum Regierungsbezirk Düsseldorf zeitweise am nordwestlichen Straßenrand – L 108 in Rheindorf |
| L 293 (1) | (L 293 im Regierungsbezirk Düsseldorf) – Regierungsbezirksgrenze – Hitdorf – L 43 – – L 108 in Rheindorf ... Unterbrechung, siehe L 293 (2) |
| L 293 (2) | Unterbrechung, siehe L 293 (1) ... L 108 in Wiesdorf – in Leverkusen |
| L 294     | (L 294 im Regierungsbezirk Düsseldorf) – Regierungsbezirksgrenze – L 288 – Leichlingen (Rheinland) – L 359 – Bremersheide – Metzholz – Witzhelden – L 359 – Hilgen – – L 101 in Dabringhausen |
| L 296     | L 270 in Odenthal – Höffe – Pistershausen – Klev – Bechen – L 310 – |
| L 298     | L 286 in Dürscheid – Oberselbach – L 329 – L 284 |
| L 299     | L 284 in Obersteeg – Köttingen – Vellingen – L 84 – Lindlar – L 129 – Eichholz bei Lindlar – in Engelskirchen |
| L 300     | in Köln – L 92 – Rodenkirchen – Hahnwald – L 150 – Godorf – L 186 – L 150 – L 184 – Wesseling – L 192 – Urfeld – L 190 – Widdig – Uedorf – Hersel – L 118 – Buschdorf – Auerberg – / in Bonn |
| L 302     | L 284 in Niedergaul – Nagelsbüchel – Friedrichsthal – Dohrgaul – Oberdierdorf – Vordermühle – Hintermühle – Klemenseichen – Niederkemmerich – Oberhabbach – Niederhabbach – Frielingsdorf – L 97 – Kuhlbach – Kaiserau – L 306 – Neuremscheid – Bickenbach – Engelskirchen – Kaltenbach – / – Forst – L 336 in Weiershagen |
| L 304     | L 286 in Eichhof – Sülze bei Eichhof – L 146 – L 284 in Hommerich |
| L 305     | L 306 – Wasserfuhr – Steinenbrück – L 323 – Rospe – Mühle bei Gummersbach – Vollmerhausen – Ohmig – – Kehlinghausen – L 336 |
| L 306     | in Engelskirchen – Rosenau bei Engelskirchen – L 302 – Bickenbach – Neuremscheid – Flaberg – Elbach – Peisel – Nochen – L 98 – Niedergelpe – Obergelpe – L 307 – Herreshagen – L 321 – L 305 – Kotthauserhöhe – Kalsbach – Schemmen – Müllenbach – L 337 – L 97 – Holzwipper – Regierungsbezirksgrenze – (L 306 im Regierungsbezirk Arnsberg) |
| L 307     | L 97 in Jedinghagen – L 306 – Hülsenbusch bei Gummersbach – L 323 – Birnbaum – Apfelbaum – L 98 – Wallefeld – Remerscheid – in Ründeroth |
| L 310     | – Blecher – L 101 – Altenberg – Schmeisig – Grimberg – Neschen – L 296 in Bechen |
| L 312     | in Overath – L 360 – Bövingen – Much – – L 189 – L 352 – Wersch – Marienfeld – Weeg – L 350 – Retscheroth – Hambuchen – Ruppichteroth – Ennenbach – Neuenhof – Herchen – L 333 – Werfen – Werfermühle – L 147 – Leuscheid – Ehrentalsmühle – L 120 – Dahlhausen bei Leuscheid – Imhausen – in Wiedenhof |
| L 316     | L 333 in Siegburg – Kaldauen – Seligenthal – Weingartsgasse – L 352 in Allner |
| L 317     | in Schönenberg – Rose bei Ruppichteroth – Oberottersbach – Mittelottersbach – Niederottersbach – Köttingen – Kehlenbach – L 87 in Halft |
| L 318     | L 312 – Növerhof – Schwellenbach – Weißenportz – – Oberheister |
| L 320     | L 350 in Wiehl – Bierenbachtal – L 339 – Homburg-Bröl – L 95 – Göpringhausen – Oberelben – L 38 – Altennümbrecht – Harscheid – in Schönhausen bei Neuroth |
| L 321     | L 306 in Herreshagen – Gummeroth – L 323 – Strombach – Lope – Lobscheid – Dieringhausen – L 136 – Hunstig – Oberbantenberg – Bielstein – L 336 – L 95 – Drabenderhöhe – L 338 – |
| L 322     | L 323 – Lieberhausen – L 173 in Niederrengse |
| L 323 (1) | L 307 – Lützinghausen – L 321 – Strombach – Karlskamp – Steinenbrück – L 305 – ... Unterbrechung, siehe L 323 (2) |
| L 323 (2) | Unterbrechung, siehe L 323 (1) ... in Niederseßmar – Gummersbach – Becke – Frömmersbach – Lantenbach – L 337 – Aggertalsperre – Bredenbruch – Deitenbach – Brink – L 322 – Regierungsbezirksgrenze – (L 323 im Regierungsbezirk Arnsberg) |
| L 324     | L 96 in Sinspert – Müllerheide – L 341 – Eckenhagen – L 96 – Buchen – Hasbach – Dreschhausen – Nespen – L 342 |
| L 326     | L 336 in Morsbach – Heide bei Morsbach – Bitze – Rhein – Eugenienthal – L 324 |
| L 327     | L 276 in Buir – Golzheim – – L 263 – Eschweiler über Feld – L 264 – Frauwüllesheim – Rommelsheim – Jakobwüllesheim – Stockheim – L 249 in Niederau |
| L 329     | L 286 in Bergisch Gladbach – Sand bei Bergisch Gladbach – Breite – Herkenrath – L 289 – Broich – Bärbroich – L 298 in Oberselbach |
| L 330     | L 268 – Bennerscheid – Willmeroth – Eudenbach – Landesgrenze – (L 274 in Rheinland-Pfalz) |
| L 210     | L 193 in Königswinter – Ittenbach – L 83 – – L 268 – Oberpleis – L 143 – Pleiserhohn – Westerhausen – Söven – Dürresbach – Hennef (Sieg) – L 333 in Stoßdorf |
| L 332     | L 269 in Mondorf – Eschmar – Sieglar – Oberlar – Friedrich-Wilhelms-Hütte – Troisdorf – – L 143 – – L 333 in Siegburg |
| L 210     | / in Siegburg – L 16 – L 332 – L 316 – Buisdorf – L 121 – Stoßdorf – L 331 – Hennef (Sieg) – L 125 – Warth – Wingenshof – / – Dondorf – Greuelsiefen – Stein bei Blankenberg – Bülgenauel – Bach bei Eitorf – L 268 – Harmonie – L 86 – Eitorf – Alzenbach – L 87 – Stromberg – Herchen-Bahnhof – L 312 – Herchen – Hoppengarten – Wilberhofen – Dattenfeld – Altwindeck – Schladern – Rosbach – Hurst – Distelshausen – L 112 – Landesgrenze am östlichen Straßenrand – Kohlberg – Überholz – Perseifen – Vierbuchen – L 324 in Erblingen |
| L 336     | in Wiehlmünden – Weiershagen – L 302 – Bielstein – L 95 – L 321 – Kehlinghausen – L 305 – Neuklef – Wiehl – L 350 – Oberwiehl – L 133 – Bieberstein – Stauweiher Bieberstein – Brüchermühle – L 95 – – Denklingen – Dreslingen – Überasbach – L 324 – Euelsloch – Morsbach – L 326 – Niederwarnsbach – Schlechtingen – Landesgrenze – (L 278 in Rheinland-Pfalz) |
| L 337     | L 306 in Müllenbach – Dannenberg – Unnenberg – L 323 – Lantenbach – Aggertalsperre – Dümmlinghausen – Derschlag – / – L 341 in Allenbach |
| L 338     | L 321 in Drabenderhöhe – L 350 in Marienberghausen |
| L 339     | L 350 – Hardt – L 95 – L 320 – Homburg-Bröl – Breunfeld – Gaderoth – Winterborn – L 95 – Grötzenberg – Niederbröl – Bröl – Diezenkausen – Hermesdorf – L 38 – – Biebelshof – L 324 – in Hermesdorf |
| L 341     | L 336 in Neuklef – Mühlhausen bei Wiehl – Dahl bei Wiehl – Alpe – Marienhagen – L 145 – Ohlhagen – Hunsheim – Berghausen – L 133 – Allinghausen – Allenbach – L 337 – Mittelagger – Oberagger – L 324 |
| L 342     | L 324 – Wildbergerhütte – L 351 – Nosbach – Regierungsbezirksgrenze – (L 342 im Regierungsbezirk Arnsberg) |
| L 344     | – Denklingen – L 324 |
| L 350     | L 336 in Wiehl – L 320 – Großfischbach – L 95 – Elsenroth – L 338 – Marienberghausen – L 339 – Alefeld – L 38 – Bröl – Neßhoven – L 312 – Eichhof – in Bröleck |
| L 351     | (L 351 im Regierungsbezirk Arnsberg) – Regierungsbezirksgrenze – Tillkausen – Hespert – L 96 – Heidberg – Wildbergerhütte – L 342 – Landesgrenze – (L 278 in Rheinland-Pfalz) |
| L 352     | L 312 – Wohlfarth – L 224 – Birkenfeld – Neunkirchen – Wolperath – Remschoß – Heisterschoß – Happerschoß – Allner – L 316 – |
| L 354     | L 19 in Erkelenz – Terheeg – Kaulhausen – Unterwestrich – Keyenberg – L 19 – L 277 – Borschemich – Regierungsbezirksgrenze – (L 354 im Regierungsbezirk Düsseldorf) |
| L 358     | L 136 in Frankenforst – – L 73 – Rath/Heumar – L 284 – L 99 – in Eil |
| L 359     | L 291 in Bergisch Neukirchen – L 294 – Leichlingen (Rheinland) – Bergerhof – Dierath – Oberbüscherhof – Herscheid bei Witzhelden – L 427 – Witzhelden – L 294 – L 291 in Burscheid |
| L 360     | L 312 – Marialinden – Großoderscheid – Landwehr – Lorkenhöhe – L 153 – Eckhausen – L 312 in Bövingen |
| L 361     | (L 361 im Regierungsbezirk Düsseldorf) – Regierungsbezirksgrenze – Broich – L 213 – – Bergheim – L 276 – Quadrath-Ichendorf – L 93 – L 163 – Königsdorf – L 91 – L 183 – / in Weiden |
| L 364     | L 3 in Wegberg – Tüschenbroich – Gerderhahn – L 46 – L 19 – Golkrath – L 202 – Houverather Heide – L 227 – – Hückelhoven – L 117 – Hilfarth – Brachelen – L 228 – Lindern – Leiffarth – Würm – Müllendorf – Süggerath – Geilenkirchen – Frelenberg – Zweibrüggen – L 47 – L 225 in Übach-Palenberg |
| L 366     | L 19 – Bellinghoven – Wahnenbusch – Lövenich – L 117 – Hottorf – L 226 – Hompesch – / |
| L 367     | L 3 in Rickelrath – Schwaam – Venheyde – Merbeck – L 126 – Arsbeck – Klinkum – L 3 in Wegberg |
| L 400     | L 3 in Wegberg Nord – Beeck – L 127 – L 3 in Wegberg Süd |
| L 403     | (L 403 im Regierungsbezirk Düsseldorf) – Regierungsbezirksgrenze – L 288 in Leichlingen (Rheinland) West |
| L 408     | (L 408 im Regierungsbezirk Düsseldorf) – Regierungsbezirksgrenze – Regierungsbezirksgrenze am nördlichen Straßenrand – Zurmühle – Regierungsbezirksgrenze am nördlichen Straßenrand – L 409 in Preyersmühle |
| L 409     | (L 409 im Regierungsbezirk Düsseldorf) – Regierungsbezirksgrenze – L 408 – Preyersmühle – Wermelskirchen – – Eipringhausen – Habenichts – L 101 – Neuenweg – Dhünn – L 68 – Halzenberg – |
| L 410     | (N 274 in der Provinz Limburg, Niederlande) – Staatsgrenze – L 228 – Heilder – Höngen – – L 47 – Staatsgrenze – (N 274 in der Provinz Limburg, Niederlande) |
| L 412     | in Radevormwald – L 81 – Kräwinkel – Wuppertalsperre – Regierungsbezirksgrenze – (L 412 im Regierungsbezirk Düsseldorf) |
| L 414     | (L 414 im Regierungsbezirk Arnsberg) – Regierungsbezirksgrenze – Dahlerau – L 130 – L 81 – Dahlhausen – Radevormwald – |
| L 427     | (L 427 im Regierungsbezirk Düsseldorf) – Regierungsbezirksgrenze – Orth – L 359 in Herscheid bei Witzhelden |
| L 471     | L 158 – / – Wormersdorf – Ersdorf – Altendorf bei Meckenheim – / – Landesgrenze im Auffahrtbereich zur Autobahn – (L 83 in Rheinland-Pfalz) |
| L 489     | L 284 – – L 73 – L 84 – Grengel – Wahnheide – in Wahn |
| L 490     | L 193 (1) in Oberkassel – Vinxel – L 83 in Stieldorf – L 143 in Birlinghoven |
| L 492     | L 113 – Todenfeld – Hilberath – L 261 – Landesgrenze – (L 78 in Rheinland-Pfalz) |
| L 493     | in Euskirchen – L 119 – L 210 in Loch |
| L 495     | in Nörvenich – Oberbolheim – L 263 – L 162 – Gymnich – Kierdorf – L 163 – Brüggen – – L 103 |
| L 497     | L 113 – Houverath – Landesgrenze in der Straßenmitte – Landesgrenze – (L 77 in Rheinland-Pfalz) |
| L 498     | L 234 – L 113 in Scheuren |
| L 499     | L 11 – Lessenich – Rißdorf – Weiler am Berge – L 165 in Holzheim bei Mechernich |

## Quelle
- Landesvermessungsamt Nordrhein-Westfalen, Kreiskarten 41 bis 48